# Poslední eskorta
Poslední eskorta (v anglickém originále The Last Detail) je americká filmová komedie z roku 1973. Režisérem filmu je Hal Ashby. Hlavní role ve filmu ztvárnili Jack Nicholson, Otis Young, Randy Quaid, Clifton James a Carol Kane.

## Ocenění
Randy Quaid byl za svou roli v tomto filmu nominován na Oscara, Zlatý glóbus a cenu BAFTA. Jack Nicholson byl za svou roli v tomto filmu nominován na Oscara a Zlatý glóbus a získal cenu BAFTA. Film získal cenu BAFTA v kategorii nejlepší scénář. Film byl dále nominován na Oscara v kategorii nejlepší scénář a na cenu BAFTA v kategorii nejlepší film.

## Obsazení
| Jack Nicholson   | Billy L. Buddusky   |
| Otis Young       | Richard Mulhall     |
| Randy Quaid      | Laurence M. Meadows |
| Clifton James    | M.A.A.              |
| Carol Kane       | prostitutka         |
| Michael Moriarty | důstojník           |
| Nancy Allen      | Nancy               |
| Gilda Radner     | členka Ničiren šóšú |